# Lascoria leucorhabdota
Lascoria leucorhabdota là một loài bướm đêm trong họ Noctuidae.